# شاخه زرهی نیروی زمینی ایالات متحده آمریکا
شاخه زرهی نیروی زمینی ایالات متحده آمریکا (انگلیسی: Armor Branch) شاخه جنگ زرهی نیروی زمینی ایالات متحده آمریکا است. این شاخه پیش‌تر یکی از شاخه‌های تسلیحات رزمی محسوب می‌شد، اما امروزه مطابق با دکترین سازمانی فعلی ارتش ایالات متحده، در طبقه‌بندی «مانور، آتش و عملیات» قرار دارد.
این شاخه به طور موقت در سال ۱۹۴۰ به‌عنوان نیروی زرهی تحت فرماندهی رئیس نیروی زرهی، سرلشکر آدنا چافی جونیور، ایجاد شد و کنترل تمام واحدهای تانک در واحدهای پیاده‌نظام و سواره‌نظام را به دست گرفت. ستاد فرماندهی شاخه زرهی ارتش ایالات متحده در فورت بنینگ، ایالت جورجیا مستقر می‌باشد.
اگرچه شاخه زرهی ریشه در واحدهای سواره‌نظام دارد، اما اولین ظهور آن به جنگ جهانی اول برمی‌گردد. سپاه تانک ایالات متحده در سال ۱۹۱۸ تأسیس شد، اما سپس در سال ۱۹۲۱ دوباره به پیاده‌نظام و سواره‌نظام تقسیم شد. فرم کنونی شاخه زرهی ارتش آمریکا در سال ۱۹۴۰ تأسیس شد.